# Eroii Revoluției (stație de metrou)
Eroii Revoluției este o stație de metrou din București, operă a arhitecților Bogdan Popovici și Doina Tănăsescu. În viitor o să se facă legătura cu M4.
Numele stației a fost inițial Pieptănari, fiind schimbat după revoluția din 1989.